# Juan Duyos
Juan Duyos es un diseñador y modisto español, especializado en costura a medida y vestidos de novia.

## Trayectoria
Cuando cumple los 18 años comienza sus estudios de moda en la Alta Escuela de Moda de Madrid. En 1992, mientras cursaba el último año, comienza a trabajar con el también diseñador español Manuel Piña, uno de los fundadores de la Pasarela Cibeles.
En 1995, un año después de la muerte de Manuel Piña, lanza oficialmente DUYOS&PANIAGUA, marca de moda junto a la diseñadora Cecilia Paniagua. Desde 1996 hasta 1999, Juan Duyos colabora también con el diseñador diseñador Antonio Pernas en la creación de colecciones de punto.
Tras varios desfiles de la firma en Pasarela Cibeles y la participación en 1998 en la London Fashion Week. Juan firma su primera colección como DUYOS en 1999 con “Recuerda y guarda”, marca homónima con la que sigue trabajando en la actualidad. En 2002 es nombrado director creativo de la firma Don algodón para la temporada de otoño invierno.
Su carrera se ve premiada de nuevo en 2003 con el premio Glamour al Mejor Diseñador Nacional. Al año siguiente pasa a formar del Comité Científico del Instituto Europeo di Design (IED).
La segunda línea de la firma, FANDEDUYOS, nace en 2006.
Presenta su primera colección nupcial en 2007, en el marco de la Feria Nupcial Puerta de Europa. En 2009 participa en la exposición MMODANY en el Queen Sofía Spanish Institute de Nueva York.
Con vistas a proyección internacional, en 2009 presenta su colección Tiki en la Semana de la Moda de Nueva York, dentro del proyecto 4 EYES. Este mismo año también desfila en el Festimode09 de Casablanca, Marruecos.
En 2011 es nombrado Director del Grado de la carrera de Diseño de Moda de ESNE, cargo que ocupó hasta 2015.
A lo largo de su carrera como diseñador ha colaborado con marcas como Levi's, Adidas, Seagram o Guía Repsol  entre otras, y diseñado productos de edición limitada para Coca Cola, Guía Repsol o Solán de Cabras.
La colección Primavera-Verano 2015 7 islas fue presentada en MBFWM con la coreografía del director del Ballet Nacional de España (BNE), Antonio Najarro y con las bailarinas del BNE luciendo los diseños.
La colección Botánica Primavera-Verano 2017 fue galardonada con el Premio L ́Oreal. La colección 20 aniversario de Duyos, Smartgirls, Otoño-Invierno 2018 contó con 10 de las top models más destacadas de la historia de la moda española como Nieves Álvarez, Judit Mascó, Elena Barquilla y Vanesa Lorenzo. Esta colección también fue galardonada con el Premio L ́Oreal.
En 2019 participa junto a Netflix en una colección cápsula para la serie Alta mar, emitida en la misma plataforma.
En la actualidad, Duyos está especializado en diseños de costura a medida y moda nupcial.

## Reconocimientos
A lo largo de su carrera como diseñador ha logrado 5 premios LÓreal como Mejor Colección en la Mercedes Benz Fashion Week Madrid: con su primera colección con la firma Duyos, Recuerda y guarda (P/V 2000); con Reserva (O/I 2013/14); con Botánica (P/V 2017); con Smartgirls (O/I 2018) y en 2022 con la Colección de Primavera-Verano llamada Un jardín Flotante.
Además, en 2003 obtiene el Premio Glamour al Mejor Diseñador Nacional.